# Electroósmosis
En química, electroósmosis, electroendósmosis o flujo electroosmótico (EOF) es el movimiento de un líquido inducido por un potencial eléctrico aplicado a través de un material poroso, un tubo capilar, una membrana, un microcanal o cualquier otro conducto de fluido. Como las velocidades electro-osmóticas son independientes del tamaño del conducto, mientras la doble capa eléctrica eléctrica sea mucho menor que la escala de longitud característica del canal, el flujo electroosmótico tendrá poco efecto. El flujo electroosmótico es más significativo en canales pequeños y es un componente esencial en las técnicas de separación química, en particular la electroforesis capilar. El flujo electroosmótico puede producirse en agua natural sin filtrar, así como en soluciones tamponadas.

## Historia

Esquema del flujo electroosmótico

El flujo electroosmótico fue descrito por primera vez en 1807 por Ferdinand Friedrich Reuss (18 de febrero de 1778 (Tubinga, Alemania) - 14 de abril de 1852 (Stuttgart, Alemania)) en una conferencia inédita ante la Sociedad Físico-Médica de Moscú; Reuss publicó por primera vez un informe sobre el flujo electroosmótico en 1809 en las Memorias de la Sociedad Imperial de Naturalistas de Moscú. Demostró que se podía hacer fluir el agua a través de un tapón de arcilla aplicando un voltaje eléctrico. La arcilla está compuesta por partículas de sílice y otros minerales muy juntas, y el agua fluye a través de los estrechos espacios entre estas partículas como lo haría a través de un estrecho tubo de vidrio. Cualquier combinación de un electrolito (un fluido que contiene iones disueltos) y un sólido aislante generaría un flujo electroosmótico, aunque en el caso del agua/sílice el efecto es especialmente grande. Aun así, las velocidades de flujo suelen ser de unos pocos milímetros por segundo.
La electroósmosis fue descubierta de forma independiente en 1814 por el químico inglés Robert Porrett Jr. (1783-1868).

## Causas
El flujo electroosmótico está causado por la fuerza de Coulomb inducida por un campo eléctrico sobre la carga eléctrica móvil neta en una solución. Dado que el equilibrio químico entre una superficie sólida y una solución electrolítica conduce normalmente a que la interfase adquiera una carga eléctrica neta fija, en la región próxima a la interfase se forma una capa de iones móviles, conocida como doble capa eléctrica o capa de Debye. Cuando se aplica un campo eléctrico al fluido (normalmente a través de electrodos colocados en las entradas y salidas), la carga neta de la doble capa eléctrica es inducida a moverse por la fuerza de Coulomb resultante. El flujo resultante se denomina flujo electroosmótico.

## Descripción
El flujo resultante de aplicar una tensión es un flujo de tapón. A diferencia de un flujo de perfil parabólico generado a partir de una diferencia de presión, el perfil de velocidad de un flujo tapón es aproximadamente plano, con una ligera variación cerca de la doble capa eléctrica. Esto ofrece unos efectos dispersivos mucho menos nocivos y puede controlarse sin válvulas, ofreciendo un método de alto rendimiento para la separación de fluidos, aunque muchos factores complejos hacen que este control sea difícil. Debido a las dificultades para medir y controlar el flujo en los canales microfluídicos, principalmente la alteración del patrón de flujo, la mayoría de los análisis se realizan mediante métodos numéricos y simulación.
El flujo electroosmótico a través de microcanales puede modelizarse según la ecuación de Navier-Stokes, con la fuerza impulsora derivada del campo eléctrico y el diferencial de presión. Así, se rige por la ecuación de continuidad.
{\displaystyle \nabla \cdot \mathbf {U} =0}
e impulso
{\displaystyle \rho {\frac {D\mathbf {U} }{Dt}}=-\nabla p+\mu \nabla ^{2}\mathbf {U} +\rho _{e}\nabla \left(\psi +\phi \right),}
Donde U es el vector de velocidad, ρ es la densidad del fluido, {\displaystyle D/Dt} es el derivado material, μ es la viscosidad del fluido, ρe es la densidad de carga eléctrica, ϕ es el campo eléctrico aplicado, ψ es el campo eléctrico debido al potencial zeta en las paredes y p es la presión del fluido.
La ecuación de Laplace puede describir el campo eléctrico externo:
{\displaystyle \nabla ^{2}\phi =0,}
mientras que el potencial dentro de la doble capa eléctrica se rige por:
{\displaystyle \nabla ^{2}\psi ={\frac {-\rho _{e}}{\epsilon \epsilon _{0}}},}
Donde ε es la constante dieléctrica de la solución electrolítica y ε0 es la permitividad del vacío. Esta ecuación puede simplificarse aún más utilizando la teoría de Debye-Hückel. 
{\displaystyle \nabla ^{2}\psi =k^{2}\psi ,}
Donde 1 / k es la longitud de Debye, utilizada para describir el espesor característico de la doble capa eléctrica. Las ecuaciones para el campo potencial dentro de la doble capa pueden combinarse como
{\displaystyle \rho _{e}=-\epsilon \epsilon _{0}k^{2}\psi .}
El transporte de iones en el espacio puede modelarse mediante la ecuación de Nernst-Planck:
{\displaystyle {\partial c \over {\partial t}}=\nabla \cdot \left[D\nabla c-c{\bf {v}}+{Dze \over {k_{\text{B}}T}}c\left(\nabla \phi +{\partial {\bf {A}} \over {\partial t}}\right)\right]}
Donde {\displaystyle \ c} es la concentración de iones, {\displaystyle {\bf {A}}} es el potencial vectorial magnético, {\displaystyle D} es la difusividad másica de la especie química,  {\displaystyle z} es la valencia de las especies iónicas, {\displaystyle e} es la carga elemental, {\displaystyle k_{\text{B}}} es la constante de Boltzmann, y {\displaystyle T} es la temperatura termodinámica.

## Aplicaciones
El flujo electroosmótico se utiliza habitualmente en dispositivos microfluídicos en el análisis y procesamiento de suelos y en el análisis químico, todos los cuales implican sistemas con superficies altamente cargadas, a menudo de óxidos. Un ejemplo es la electroforesis capilar, en la que se utilizan campos eléctricos para separar sustancias químicas en función de su movilidad electroforética aplicando un campo eléctrico a un capilar estrecho, normalmente de sílice. En las separaciones electroforéticas, el flujo electroosmótico afecta al tiempo de elución de los analitos.
El flujo electroosmótico se acciona en un FlowFET para controlar electrónicamente el flujo de fluido a través de una unión.
Se prevé que los dispositivos microfluídicos que utilizan el flujo electroosmótico tengan aplicaciones en la investigación médica. Una vez que se comprenda e implemente mejor el control de este flujo, la capacidad de separar fluidos a nivel atómico será un componente vital para los descargadores de fármacos. Mezclar fluidos a microescala es actualmente problemático. Se cree que el control eléctrico de los fluidos será el método de mezcla de los fluidos pequeños.
Un uso controvertido de los sistemas electroosmóticos es el control de la humedad por capilaridad en los muros de los edificios. Aunque hay pocas pruebas que sugieran que estos sistemas puedan ser útiles para mover las sales de los muros, se afirma que son especialmente eficaces en estructuras con muros muy gruesos. Sin embargo, algunos afirman que esos sistemas carecen de base científica y citan varios ejemplos de su fracaso.
La electroósmosis también puede utilizarse para el autobombeo de poros impulsado por reacciones químicas en lugar de campos eléctricos. Este enfoque, utilizando H2O2, ha sido demostrado y modelado con las ecuaciones de Nernst-Planck-Stokes.

### Física
En las pilas de combustible, la electroósmosis hace que los protones que se mueven a través de una membrana de intercambio de protones (PEM) arrastren moléculas de agua de un lado (ánodo) al otro (cátodo).

### Biología de las plantas vasculares
En la biología de las plantas vasculares, la electroósmosis se utiliza también como explicación alternativa o complementaria del movimiento de los líquidos polares a través del floema, que difiere de la teoría de la cohesión-tensión suministrada en la hipótesis del flujo de masas y otras, como el flujo citoplasmático.  Las células acompañantes están implicadas en la retirada "cíclica" de iones (K+) de los tubos cribosos, y su secreción paralela a su posición de retirada entre las placas cribosas, lo que resulta en la polarización de los elementos de las placas cribosas junto con la diferencia potencial de presión, y da lugar a que las moléculas de agua polar y otros solutos presentes se muevan hacia arriba a través del floema.
En 2003, graduados de la Universidad de San Petersburgo aplicaron corriente eléctrica directa a segmentos de 10 mm de mesocótilos de plántulas de maíz junto a brotes de tilo de un año; las soluciones electrolíticas presentes en los tejidos se desplazaron hacia el cátodo que estaba en su lugar, lo que sugiere que la electroósmosis podría desempeñar un papel en el transporte de soluciones a través de tejidos vegetales conductores.

## Desventajas
Mantener un campo eléctrico en un electrolito requiere que se produzcan reacciones faradáicas en el ánodo y el cátodo. Normalmente se trata de la electrólisis del agua, que genera peróxido de hidrógeno, iones de hidrógeno (ácido) e hidróxido (base), así como burbujas de gas de oxígeno e hidrógeno. El peróxido de hidrógeno y/o los cambios de pH generados pueden afectar negativamente a las células biológicas y biomoléculas como las proteínas, mientras que las burbujas de gas tienden a "atascar" los sistemas microfluídicos. Estos problemas pueden paliarse utilizando materiales de electrodos alternativos, como polímeros conjugados, que pueden sufrir por sí mismos las reacciones de Faradaic, reduciendo drásticamente la electrólisis.